# Psychotria obovatifolia
Psychotria obovatifolia är en måreväxtart som beskrevs av De Wild.. Psychotria obovatifolia ingår i släktet Psychotria och familjen måreväxter. Inga underarter finns listade i Catalogue of Life.